# Nerija
Nerija (hebrejsky: נֵרִיָּה, podle izraelského rabína a politika Mošeho Cvi Neriji, anglicky: Neria nebo Talmon Tzafon) je izraelská osada a vesnice typu společná osada (jišuv kehilati) na Západním břehu Jordánu v distriktu Judea a Samaří a v Oblastní radě Mate Binjamin.

## Geografie
Nachází se v nadmořské výšce cca 550 metrů v jižní části hornatiny Samařska, cca 8 kilometrů severovýchodně od města Modi'in Illit, cca 22 kilometrů severozápadně od historického jádra Jeruzaléma a cca 35 kilometrů jihovýchodně od centra Tel Avivu.
Osada je na dopravní síť Západního břehu Jordánu napojena pomocí lokální silnice číslo 450, která v severojižním směru propojuje jednotlivá izraelská sídla v bloku osad Guš Talmonim (například vlastní Talmon, Dolev, Nachli'el). Tento blok ale je na všech stranách obklopen palestinskými sídly, nejblíže z nich je uprchlický tábor Deir 'Ammar, necelé 3 kilometry na severozápadě, a město Al-Zaitounah na východní straně.

## Dějiny
Nerija vznikla v květnu 1991 v den svátku izraelské nezávislosti. Formálně jako pouhá součást nedaleké osady Talmon. Bývá proto nazývána i Talmon Bet či Talmon Cafon, tedy Talmon B neboli Talmon-sever (hebrejsky:'טַלְמוֹן ב nebo טַלְמוֹן צָפוֹן). Ve skutečnosti ale jde o samostatnou komunitu, která má vlastní zastoupení v Oblastní radě Mate Binjamin. Za založením osady stála skupina deseti rodin okolo jeruzalémské ješivy Merkaz ha-rav (מרכז הרב). V současnosti ve vesnici funguje veřejná knihovna, zdravotní středisko, obchod se smíšeným zbožím, zařízení předškolní péče pro děti a nižší stupeň náboženského základního vzdělávání (Talmud Tora). Základní škola je k dispozici v sousedních osadách.
Počátkem 21. století nebyla obec stejně jako celý blok sousedních osad zahrnuta do Izraelské bezpečnostní bariéry. Budoucí existence osady závisí na parametrech případné mírové smlouvy mezi Izraelem a Palestinci.

## Demografie
Obyvatelstvo Nerija je v databázi rady Ješa popisováno jako nábožensky založené. Vzhledem k tomu, že obec je formálně a z hlediska statistických výkazů považována stále za součást sousední vesnice Talmon, neexistují přesná demografická data populačního vývoje. Databáze rady Ješa zde uvádí 500 stálých obyvatel.